# Chalakudi (ciutat)
Chalakudy és una ciutat i municipi del districte de Thrissur situada a l'estat de Kerala, Índia. La creua el riu Chalakudi. Segons el cens del 2011 la seva població era de 49.525 habitants.
Etimològicament, es diu que durant la segona dinastia Chera, gent fora de Kerala va visitar Chalakudy per aprendre vedas i Kalaripayattu de Chukkikulam Shala. Aquestes persones vivien a la vora del riu Chalakudy i aquest allotjament es diu Kudi. La combinació d'aquestes dues paraules Shalakudi es modifica més tard a Chalakudy.